# أحوال الراعي (ذي السفال)

تعديل مصدري - تعديل

أحوال الراعي محلة تابعة لقرية شوائط، التابعة لعزلة شوائط بمديرية ذي السفال إحدى مديريات محافظة إب في الجمهورية اليمنية، بلغ تعداد سكانها 281 حسب تعداد اليمن لعام 2004.